# Mahmoud Hashemi Shahroudi
L'ayatollah Sayyid Mahmoud Hashemi Shahroudi (en persan : آیت‌الله سید محمود هاشمی شاهرودی), né le 15 août 1948 à Nadjaf (Irak) et mort le 24 décembre 2018 à Téhéran (Iran), est un religieux chiite et un homme politique iranien. Il a le titre de marja-e taqlid.

## Biographie
Mahmoud Hashemi Shahroudi nait en 1948 dans une famille iranienne son père est enseignant à la hawza de Nadjaf. Il fait ses études primaires à l'école Alaviye de Nadjaf puis à la hawza de Nadjaf, il a notamment Rouhollah Khomeini comme enseignant.
En 1974, il est emprisonné par le Parti Baas en raison d'activités politiques liées à l'islamisme chiite.
En 1982, il fonde le Conseil suprême de la révolution islamique en Irak.
Il s'installe en Iran après la révolution islamique et devient enseignant à Qom, parmi ses élèves figure Hassan Nasrallah.
Shahroudi est membre de l'Assemblée des experts à partir de 1999, année où il est nommé à la tête du système judiciaire iranien, en remplacement de Mohammad Yazdi, fonction qu'il exerce pendant dix ans. Il déclare plusieurs années après : « J'ai hérité une ruine totale et un bilan désastreux du pouvoir judiciaire précédent », se référant aux dix années de Mohammad Yazdi à la tête du pouvoir judiciaire.
Il est à l'origine en 2002 d'un décret suspendant les peines par lapidation.

### Politique
En septembre 2009, Mahmoud Hashemi Shahroudi est cité comme l'un des favoris à la succession du guide suprême Khamenei dont l'état de santé serait préoccupant.
Il est nommé par Ali Khamenei, chef d'un corps arbitral pour régler des différends entre le président de la République Mahmoud Ahmadinejad et la Majlis en juillet 2011.
Entre 2014 et 2015, Hashemi Shahroudi a présidé durant 5 mois l'Assemblée des experts par intérim en sa qualité de premier vice-président de l'assemblée.
En mai 2016, il est candidat à la présidence de l'Assemblée des experts mais est battu par l'ayatollah ultra-conservateur Ahmad Jannati qui obtient 51 des 86 voix. Ibrahim Amini, candidat « réformateur », obtient 21 voix alors que Shahroudi, candidat conservateur, en obtient 13. Il est toutefois nommé deuxième vice-président de l'Assemblée.
Membre du Conseil de discernement à partir de 2012, il en est le président à partir du 14 août 2017.

### Mort
Après plusieurs mois de maladie, à la suite d'une tumeur au cerveau, Mahmoud Hashemi Shahroudi est mort à l'âge de 70 ans à Téhéran.